# 3317 Páris
3317 Páris é um asteroide troiano de Júpiter que possui uma magnitude absoluta de 8,4 e um diâmetro com cerca de 116,26 km.

## Descoberta e nomeação
3317 Páris foi descoberto no dia 26 de maio de 1984, pelos astrônomos Carolyn e Eugene Shoemaker (que eram Cônjuges) através do Observatório Palomar. Este objeto não foi nomeado em homenagem da capital francesa, mas sim para Páris, o filho do Príamo de Troia.

## Características orbitais
A órbita de 3317 Páris tem uma excentricidade de 0,1266 e possui um semieixo maior de 5,223 UA. O seu periélio leva o mesmo a uma distância de 4,551 UA em relação ao Sol e seu afélio a 5,871 UA.